# Chémeré-le-Roi
Ne pas confondre avec la commune de Chéméré en Loire-Atlantique.
Chémeré-le-Roi est une commune française, située dans le département de la Mayenne en région Pays de la Loire, peuplée de 433 habitants (les Chémeréens).
La commune fait partie de la province historique du Maine, et se situe dans le Bas-Maine.

## Géographie

### Climat
Pour des articles plus généraux, voir Climat des Pays de la Loire et Climat de la Mayenne.
En 2010, le climat de la commune est de type climat océanique altéré, selon une étude du CNRS s'appuyant sur une série de données couvrant la période 1971-2000. En 2020, Météo-France publie une typologie des climats de la France métropolitaine dans laquelle la commune est exposée à un climat océanique et est dans la région climatique  Moyenne vallée de la Loire, caractérisée par une bonne insolation (1 850 h/an) et un été peu pluvieux. 
Pour la période 1971-2000, la température annuelle moyenne est de 11,3 °C, avec une amplitude thermique annuelle de 13,8 °C. Le cumul annuel moyen de précipitations est de 733 mm, avec 12 jours de précipitations en janvier et 6,8 jours en juillet. Pour la période 1991-2020, la température moyenne annuelle observée sur la station météorologique de Météo-France la plus proche, sur la commune de Saint-Georges-le-Fléchard à 8 km à vol d'oiseau, est de 11,8 °C et le cumul annuel moyen de précipitations est de 798,7 mm,. Pour l'avenir, les paramètres climatiques de la commune estimés pour 2050 selon différents scénarios d'émission de gaz à effet de serre sont consultables sur un site dédié publié par Météo-France en novembre 2022.

## Urbanisme

### Typologie
Au 1er janvier 2024, Chémeré-le-Roi est catégorisée commune rurale à habitat dispersé, selon la nouvelle grille communale de densité à sept niveaux définie par l'Insee en 2022.
Elle est située hors unité urbaine et hors attraction des villes,.

### Occupation des sols
L'occupation des sols de la commune, telle qu'elle ressort de la base de données européenne d’occupation biophysique des sols Corine Land Cover (CLC), est marquée par l'importance des territoires agricoles (97 % en 2018), une proportion identique à celle de 1990 (97 %). La répartition détaillée en 2018 est la suivante : 
terres arables (59 %), prairies (32 %), zones agricoles hétérogènes (6 %), zones urbanisées (1,6 %), forêts (1,3 %). L'évolution de l’occupation des sols de la commune et de ses infrastructures peut être observée sur les différentes représentations cartographiques du territoire : la carte de Cassini (XVIIIe siècle), la carte d'état-major (1820-1866) et les cartes ou photos aériennes de l'IGN pour la période actuelle (1950 à aujourd'hui).

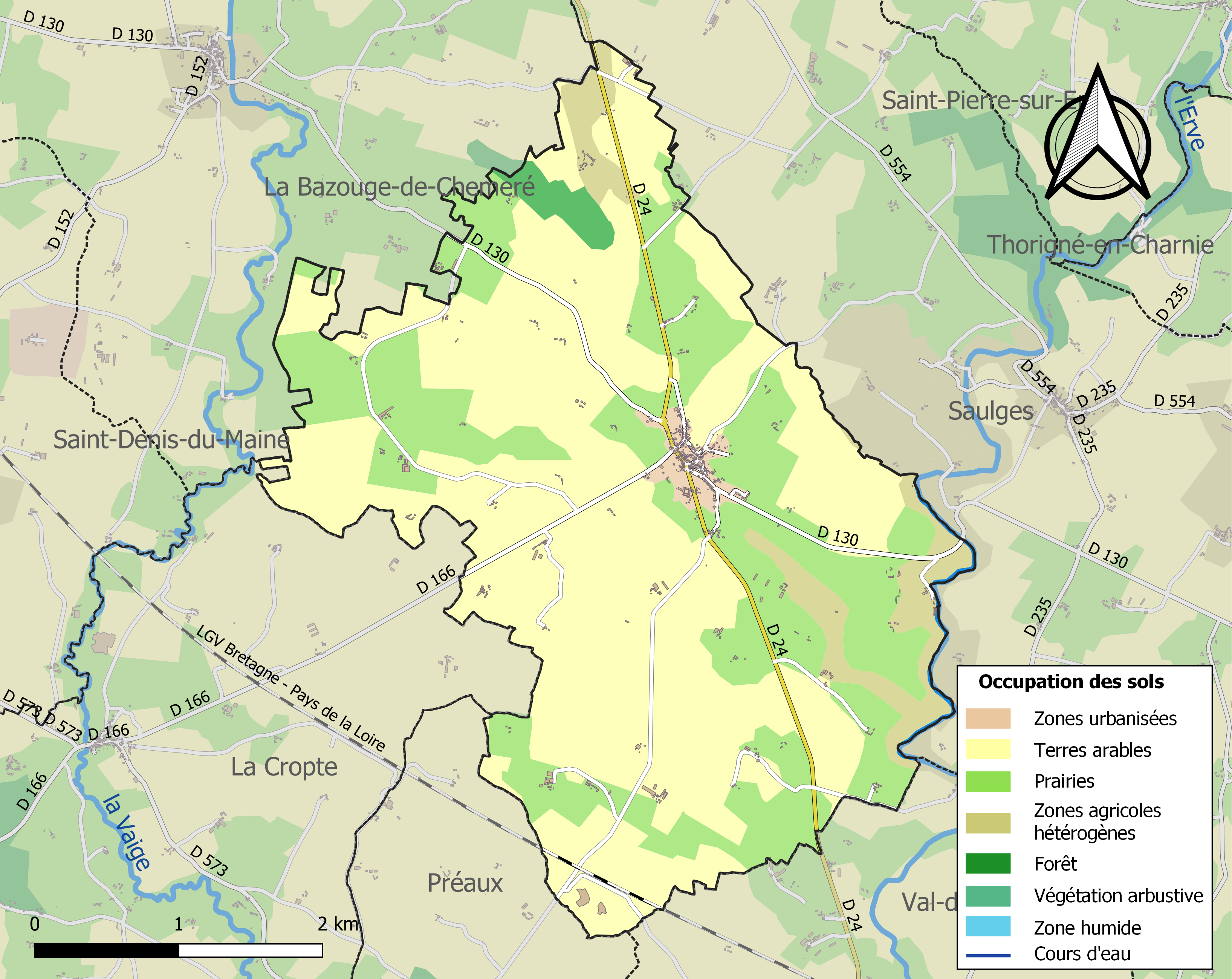
Carte des infrastructures et de l'occupation des sols de la commune en 2018 (CLC).

## Toponymie
En 832, un diplôme de Louis le Pieux la désigne par De Villa Camariaco. À la fin du XIIIe siècle, elle devient Parrochia de Chimireio Regis.

## Histoire
Sous la Révolution, curé et vicaire refusent de prêter serment à la Constitution civile du clergé. La population participe activement à la Chouannerie sous les ordres de Michel Jacquet dit Taillefer puis du chevalier de Tercier.[réf. nécessaire]

## Politique et administration

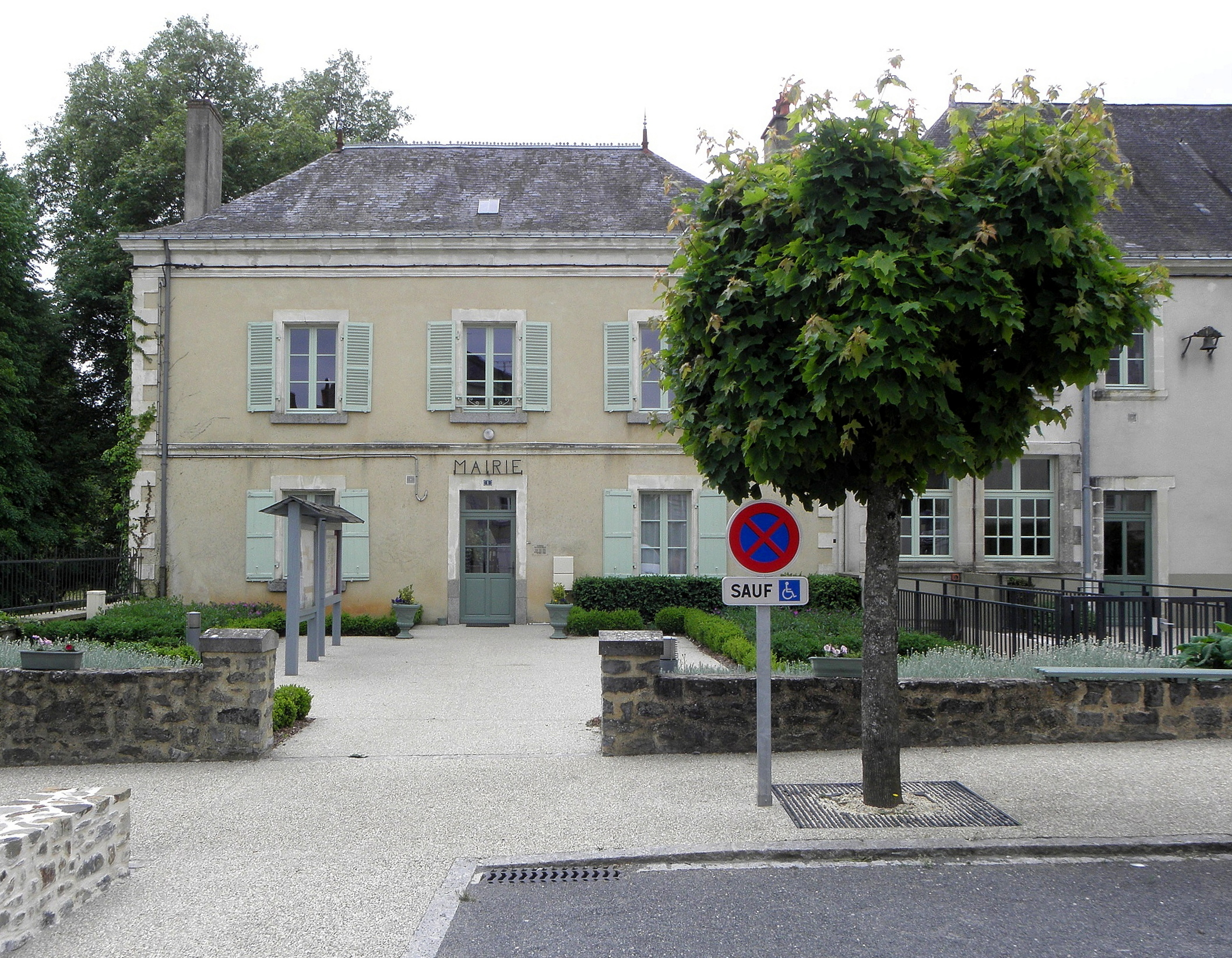
La mairie

| Période    | Période    | Identité           | Étiquette | Qualité                      |
| ---------- | ---------- | ------------------ | --------- | ---------------------------- |
| avant 1965 | après 1970 | Charles Boizard    |           |                              |
| avant 1988 | 2000       | Claude Pinot       |           | (décédé en fonction)         |
| 2000       | mars 2002  | Jean-Louis Gasnier |           | Agriculteur (démissionnaire) |
| mars 2002  | mars 2008  | Georges Massa      |           |                              |
| mars 2008  | En cours   | Jean-Luc Landelle  | SE        | Menuisier                    |

## Population et société

### Démographie
L'évolution du nombre d'habitants est connue à travers les recensements de la population effectués dans la commune depuis 1793. Pour les communes de moins de 10 000 habitants, une enquête de recensement portant sur toute la population est réalisée tous les cinq ans, les populations de référence des années intermédiaires étant quant à elles estimées par interpolation ou extrapolation. Pour la commune, le premier recensement exhaustif entrant dans le cadre du nouveau dispositif a été réalisé en 2006.
En 2022, la commune comptait 433 habitants, en évolution de +6,65 % par rapport à 2016 (Mayenne : −0,73 %, France hors Mayotte : +2,11 %).
| 1793  | 1800  | 1806  | 1821  | 1831  | 1836  | 1841  | 1846  | 1851  |
| ----- | ----- | ----- | ----- | ----- | ----- | ----- | ----- | ----- |
| 1 033 | 1 057 | 1 053 | 1 103 | 1 172 | 1 243 | 1 311 | 1 354 | 1 308 |

| 1856  | 1861  | 1866  | 1872  | 1876  | 1881  | 1886  | 1891  | 1896 |
| ----- | ----- | ----- | ----- | ----- | ----- | ----- | ----- | ---- |
| 1 281 | 1 220 | 1 199 | 1 092 | 1 033 | 1 004 | 1 060 | 1 039 | 944  |

| 1901 | 1906 | 1911 | 1921 | 1926 | 1931 | 1936 | 1946 | 1954 |
| ---- | ---- | ---- | ---- | ---- | ---- | ---- | ---- | ---- |
| 929  | 891  | 820  | 700  | 675  | 652  | 639  | 705  | 671  |

| 1962 | 1968 | 1975 | 1982 | 1990 | 1999 | 2006 | 2011 | 2016 |
| ---- | ---- | ---- | ---- | ---- | ---- | ---- | ---- | ---- |
| 581  | 520  | 443  | 417  | 383  | 403  | 460  | 445  | 406  |

| 2021 | 2022 | - | - | - | - | - | - | - |
| ---- | ---- | - | - | - | - | - | - | - |
| 420  | 433  | - | - | - | - | - | - | - |

## Cultes

### Religion catholique
Chémeré-le-Roi abrite le prieuré Saint-Thomas-d’Aquin, maison-mère de la fraternité Saint-Vincent-Ferrier, communauté religieuse traditionaliste d’inspiration dominicaine, qui célèbre les sacrements selon le rite dominicain et qui imprime une revue, Sedes Sapientiae.

## Lieux et monuments
- Château de Thévalles.
- Moulin de Thévalles.
- La maison du porche, inscrite aux monuments historiques[20].
- L'église paroissiale Notre-Dame-de-l'Assomption.

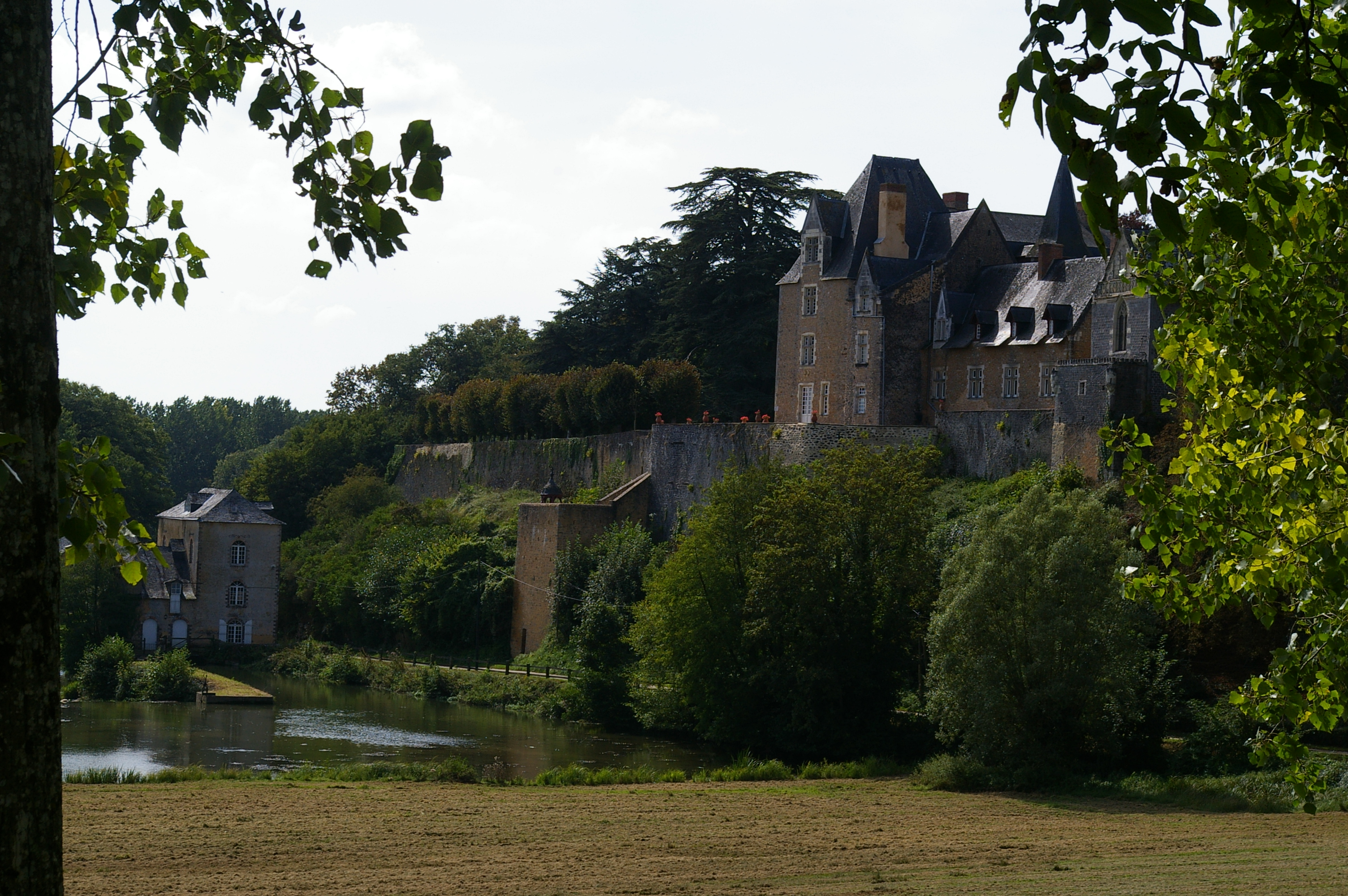
Château et moulin de Thévalles.
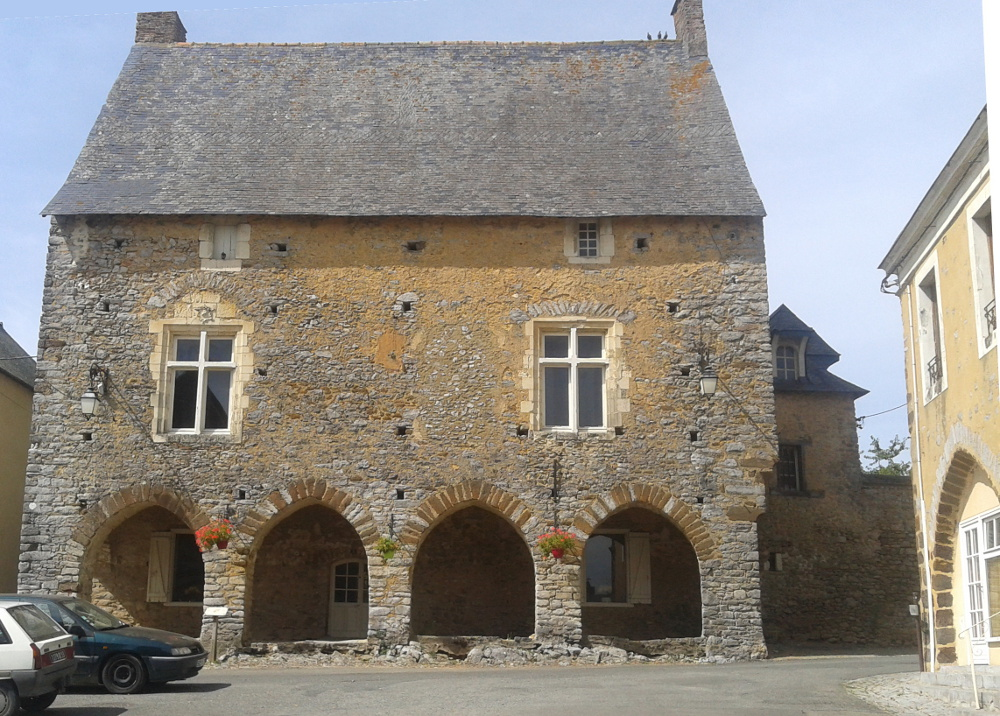
La maison du porche.
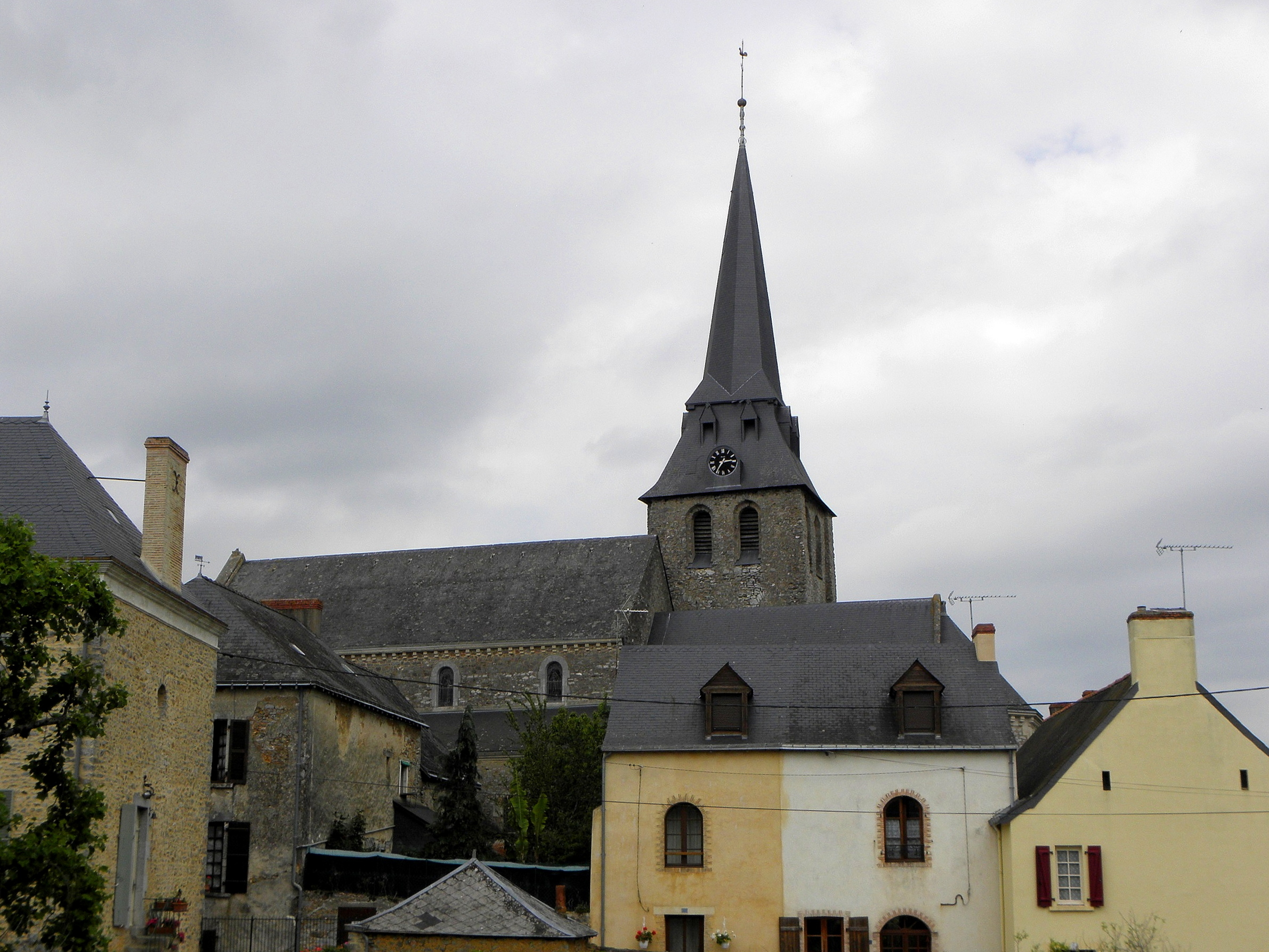
L'église de Chémeré-le-Roi.

## Personnalités liées à la commune
- Geneviève Duboscq (1933-2018), écrivain auteur de Bye bye Geneviève ainsi que Et Dieu sauva mon fils !, habitait la commune[21].
- Michel Jacquet, dit Taillefer (1754-1796), maréchal-ferrant à Chémeré-le-Roi, chef de la chouannerie de la rive gauche de la Mayenne (1794), lieutenant du chevalier de Tercier (fin 1795- mars 1796). Massacré alors qu'il couvrait Tercier poursuivi par les Bleus[22].